# Brackenridgia acostai
Brackenridgia acostai là một loài chân đều trong họ Trichoniscidae. Loài này được Rioja miêu tả khoa học năm 1951.